# Inline-Speedskating-Weltmeisterschaften 2005
Die Inline-Speedskating-Weltmeisterschaften wurden im chinesischen Suzhou ausgetragen. Die Wettkämpfe fanden vom 26. August bis 2. September 2005 statt.

## Frauen
| Distanz              | Gold              | Silber           | Bronze            |
| Bahn                 | Bahn              | Bahn             | Bahn              |
| -------------------- | ----------------- | ---------------- | ----------------- |
| 300 m Einzelsprint   | Jennifer Caicedo  | Maria Laura Orru | Estelle Flourens  |
| 500 m Sprint         | Berenice Moreno   | Maria Laura Orru | Jennifer Caicedo  |
| 1000 m Sprint        | Brigitte Mendez   | Maria Laura Orru | Estelle Flourens  |
| 10000 m Punkte-Auss. | Simona Di Eugenio | Nadine Gloor     | Hyo-Sook Woo      |
| 15000 m Ausscheidung | Alexandra Vivas   | Melisa Bonnet    | Kelly Martinez    |
| 5000 m Staffel       | Kolumbien 1       | Südkorea 2       | Argentinien 3     |
| Straße               |                   |                  |                   |
| 200 m Einzelsprint   | Maria Laura Orru  | Jennifer Caicedo | Andrea González   |
| 500 m Sprint         | Jennifer Caicedo  | Andrea González  | Maria Laura Orru  |
| 10000 m Punkte       | Kelly Martinez    | Yi-Chin Pan      | Melisa Bonnet     |
| 20000 m Ausscheidung | Brigitte Mendez   | Alexandra Vivas  | Nathalie Barbotin |
| 10000 m Staffel      | Kolumbien 1       | Frankreich 4     | Südkorea 2        |
| Langstrecke          |                   |                  |                   |
| 42195 m Marathon     | Liana Holguin     | Brigitte Mendez  | Natalia Artero    |

Für die Staffel in Frage kommende Sportler (jeweils drei Frauen):

1 Kelly Martinez, Jennifer Caicedo, Jercy Puello, Berenice Moreno, Alexandra Vivas, Brigitte Mendez, Liana Holguin

2 Hey-Mi Kim, Chae-Yi Kuok, Hyo-Sook Woo, Ju-Hee Lim

3 Andrea González, Melisa Bonnet, Silvina Posada, Natalia Artero, Estefania Fasinato

4 Estelle Flourens, Nathalie Barbotin, Laetitia Le Bihan, Aurélie Duchemin

## Männer
| Distanz              | Gold              | Silber            | Bronze               |
| Bahn                 | Bahn              | Bahn              | Bahn                 |
| -------------------- | ----------------- | ----------------- | -------------------- |
| 300 m Einzelsprint   | Gregorio Duggento | Kalon Dobbin      | Thomas Boucher       |
| 500 m Sprint         | Joey Mantia       | Patrizio Triberio | Juan Nayib Tobon     |
| 1000 m Sprint        | Pascal Briand     | Fabio Francolini  | Michael Byrne        |
| 10000 m Punkte-Auss. | Dasol Kwon        | Nelson Garzon     | Yoo-Jong Nam         |
| 15000 m Ausscheidung | Alexis Contin     | Fabio Francolini  | Matteo Amabili       |
| 5000 m Staffel       | Frankreich 1      | Südkorea 2        | Neuseeland 3         |
| Straße               |                   |                   |                      |
| 200 m Einzelsprint   | Gregorio Duggento | Kalon Dobbin      | Wouter Hebbrecht     |
| 500 m Sprint         | Kalon Dobbin      | Thomas Boucher    | Juan Nayib Tobon     |
| 10000 m Punkte       | Nelson Garzon     | Yann Guyader      | Alain Gloor          |
| 20000 m Ausscheidung | Joey Mantia       | Nelson Garzon     | Alexis Contin        |
| 10000 m Staffel      | Frankreich 1      | Neuseeland 3      | Vereinigte Staaten 4 |
| Langstrecke          |                   |                   |                      |
| 42195 m Marathon     | Joey Mantia       | Julian Rivera     | Jorge Cifuentes      |

Für die Staffel in Frage kommende Sportler (jeweils drei Männer):

1 Alexis Contin, Florian Leveufre, Pascal Briand, Thomas Boucher, Yann Guyader, Julien Despaux

2 Dasol Kwon, Sang-Bok Lee, Yoo-Jong Nam, Yong-Hoon Lee

3 Shane Dobbin, Kalon Dobbin, Peter Homburg, Shaun Perkinson, Aaron Lawson, Reyon Kay, Glen Cooksley

4 Sebastian Cano, Michael Cheek, Chris Creveling, Joey Mantia, Jonathan Garcia

## Medaillenspiegel
| Platz | Land               | Gold | Silber | Bronze | Gesamt |
| ----- | ------------------ | ---- | ------ | ------ | ------ |
| 1.    | Kolumbien          | 11   | 6      | 5      | 22     |
| 2.    | Italien            | 4    | 6      | 2      | 12     |
| 3.    | Frankreich         | 4    | 3      | 5      | 12     |
| 4.    | Vereinigte Staaten | 3    | 0      | 1      | 4      |
| 5.    | Neuseeland         | 1    | 3      | 2      | 6      |
| 6.    | Südkorea           | 1    | 2      | 3      | 6      |
| 7.    | Argentinien        | 0    | 2      | 4      | 6      |
| 8.    | Schweiz            | 0    | 1      | 1      | 2      |
| 9.    | Chinesisch Taipeh  | 0    | 1      | 0      | 1      |
| 10.   | Belgien            | 0    | 0      | 1      | 1      |